# Erycibe elliptilimba
Erycibe elliptilimba är en vindeväxtart som beskrevs av Merrill och Chun. Erycibe elliptilimba ingår i släktet Erycibe och familjen vindeväxter. Inga underarter finns listade i Catalogue of Life.